# Estépar
Estépar è un comune spagnolo di 620 abitanti situato nella comunità autonoma di Castiglia e León.

## Località
Il comune è costituito da 11 centri abitati:
- Arenillas de Muñó
- Arroyo de Muñó
- Estépar (capoluogo)
- Hormaza
- Mazuelo de Muñó
- Medinilla de la Dehesa
- Pedrosa de Muñó
- Quintanilla-Somuñó
- Vilviestre de Muñó
- Villagutiérrez
- Villavieja de Muñó